# Chili aux Jeux olympiques d'été de 2012
Le Chili participe aux Jeux olympiques d'été de 2012 à Londres au Royaume-Uni du 27 juillet au 12 août 2012. Il s'agit de sa 22e participation à des Jeux d'été.

## Athlétisme
Les athlètes du Chili ont atteint les minima de qualification dans les épreuves d'athlétisme suivantes (pour chaque épreuve, un pays peut engager trois athlètes à condition qu'ils aient réussi chacun les minima A de qualification, un seul athlète par nation est inscrit sur la liste de départ si seuls les minima B sont réussis), :
Hommes
Courses
| Athlète        | Épreuve      | Séries   | Séries | Quarts de finale | Quarts de finale | Demi-finales | Demi-finales | Finale               | Finale |
| Athlète        | Épreuve      | Résultat | Rang   | Résultat         | Rang             | Résultat     | Rang         | Résultat             | Rang   |
| -------------- | ------------ | -------- | ------ | ---------------- | ---------------- | ------------ | ------------ | -------------------- | ------ |
| Edward Araya   | 50 km marche | NC       | NC     | NC               | NC               | NC           | NC           | DQ                   | -      |
| Yerko Araya    | 20 km marche | NC       | NC     | NC               | NC               | NC           | NC           | 1 h 25 min 27 s (MS) | 41e    |
| Cristian Reyes | 200 m        | 21 s 29  | 49e    | NC               | NC               | -            | -            | -                    | -      |

Femmes
Courses
| Athlète        | Épreuve  | Séries   | Séries | Quarts de finale | Quarts de finale | Demi-finales | Demi-finales | Finale               | Finale |
| Athlète        | Épreuve  | Résultat | Rang   | Résultat         | Rang             | Résultat     | Rang         | Résultat             | Rang   |
| -------------- | -------- | -------- | ------ | ---------------- | ---------------- | ------------ | ------------ | -------------------- | ------ |
| Erika Olivera  | Marathon | NC       | NC     | NC               | NC               | NC           | NC           | 2 h 36 min 41 s (MS) | 64e    |
| Natalia Romero | Marathon | NC       | NC     | NC               | NC               | NC           | NC           | 2 h 37 min 47 s      | 69e    |

Concours
| Athlète        | Épreuve          | Qualification | Qualification | Finale       | Finale |
| Athlète        | Épreuve          | Distance      | Rang          | Distance     | Rang   |
| -------------- | ---------------- | ------------- | ------------- | ------------ | ------ |
| Natalia Duco   | Lancer du poids  | 18,45 m       | 11e           | 18,80 m (RN) | 9e     |
| Karen Gallardo | Lancer du disque | 60,09 m (MS)  | 21e           | -            | -      |

Combinés – Décathlon
| Athlète            | Épreuve  | 100 m   | SL     | LP           | SH     | 400 m   | 110 H   | LD      | SP     | LJ           | 1500 m        | Total | Rang |
| ------------------ | -------- | ------- | ------ | ------------ | ------ | ------- | ------- | ------- | ------ | ------------ | ------------- | ----- | ---- |
| Gonzalo Barroilhet | Résultat | 11 s 18 | 6,80 m | 14 s 49 (MP) | 2,05 m | 51 s 07 | 14 s 12 | 41 s 27 | 5,40 m | 57,25 m (MS) | 4 min 48 s 23 | 7972  | 13e  |
| Gonzalo Barroilhet | Points   | 821     | 767    | 758          | 850    | 766     | 959     | 690     | 1 035  | 697          | 629           | 7972  | 13e  |

## Aviron
Hommes
| Athlète       | Compétition | Séries | Séries | Repêchage | Repêchage | Quarts de finale | Quarts de finale | Demi-finales | Demi-finales | Finales | Finales |
| Athlète       | Compétition | Temps  | Rang   | Temps     | Rang      | Temps            | Rang             | Temps        | Rang         | Temps   | Rang    |
| ------------- | ----------- | ------ | ------ | --------- | --------- | ---------------- | ---------------- | ------------ | ------------ | ------- | ------- |
| Oscar Vasquez | Skiff       |        |        |           |           |                  |                  |              |              |         |         |

## Cyclisme

### Cyclisme sur route
Le Chili bénéficie d'une place pour la course en ligne masculine, grâce à la deuxième place obtenue par Gonzalo Garrido lors des championnats panaméricains 2011.
hommes
| Athlète         | Compétition            | Temps         | Rang |
| --------------- | ---------------------- | ------------- | ---- |
| Gonzalo Garrido | Course en ligne hommes | 5 min 46 s 37 | 72e  |

femmes
| Athlète     | Compétition            | Temps   | Rang |
| ----------- | ---------------------- | ------- | ---- |
| Paola Muñoz | Course en ligne femmes | Abandon |      |

### Cyclisme sur piste
Omnium
| Athlète       | Compétition   | Tour lancé | Tour lancé | Course aux points | Course aux points | Élimination | Poursuite      | Poursuite | Scratch | Contre-la-montre | Contre-la-montre | Total | Rang |
| Athlète       | Compétition   | Temps      | Rang       | Points            | Rang              | Rang        | Rang           | Temps     | Rang    | Temps            | Rang             | Total | Rang |
| ------------- | ------------- | ---------- | ---------- | ----------------- | ----------------- | ----------- | -------------- | --------- | ------- | ---------------- | ---------------- | ----- | ---- |
| Luis Mansilla | Omnium hommes | 14 s 270   | 18         | -40               | 18                | 16          | 4 min 53 s 230 | 18        | 16      | 1 min 08 s 517   | 18               | 104   | 18e  |

## Équitation

### Saut d'obstacles
| Athlète                                                           | Cheval               | Compétition | Qualification | Qualification | Qualification | Qualification | Qualification | Qualification | Qualification | Qualification | Finale    | Finale   | Finale    | Finale   | Finale   | Total     | Total |
| Athlète                                                           | Cheval               | Compétition | 1er tour      | 1er tour      | 2e tour       | 2e tour       | 2e tour       | 3e tour       | 3e tour       | 3e tour       | Finale A  | Finale A | Finale B  | Finale B | Finale B | Total     | Total |
| Athlète                                                           | Cheval               | Compétition | Pénalités     | Rang          | Pénalités     | Total         | Rang          | Pénalités     | Total         | Rang          | Pénalités | Rang     | Pénalités | Total    | Rang     | Pénalités | Rang  |
| ----------------------------------------------------------------- | -------------------- | ----------- | ------------- | ------------- | ------------- | ------------- | ------------- | ------------- | ------------- | ------------- | --------- | -------- | --------- | -------- | -------- | --------- | ----- |
| Rodrigo Carrasco                                                  | Or De La Charboniere | Individuel  | 5             | 53e           | 17            | 22            | 61e           | -             | -             | -             | -         | -        | -         | -        | -        | -         | -     |
| Tomas Couve Correa                                                | Underwraps           | Individuel  | 6             | 58e           | 5             | 11            | 53e           | -             | -             | -             | -         | -        | -         | -        | -        | -         | -     |
| Carlos Milthaler                                                  | Hyo Altanero         | Individuel  | 4             | 42e           | 8             | 12            | 56e           | -             | -             | -             | -         | -        | -         | -        | -        | -         | -     |
| Samuel Parot                                                      | Al Calypso           | Individuel  | 8             | 60e           | 9             | 17            | 59e           | -             | -             | -             | -         | -        | -         | -        | -        | -         | -     |
| Rodrigo Carrasco Tomas Couve Correa Carlos Milthaler Samuel Parot | Voir ci-dessus       | Par équipes | 15            | 15e           | NC            | NC            | NC            | NC            | NC            | NC            | 22        | 15e      | -         | -        | -        | -         | -     |

## Escrime
Hommes
| Athlète         | Compétition       | 1/32 de finale   | 1/16 de finale         | 1/8 de finale    | Quarts de finale | Demi-finales     | Finale           | Finale |
| Athlète         | Compétition       | Adversaire Score | Adversaire Score       | Adversaire Score | Adversaire Score | Adversaire Score | Adversaire Score | Rang   |
| --------------- | ----------------- | ---------------- | ---------------------- | ---------------- | ---------------- | ---------------- | ---------------- | ------ |
| Paris Inostroza | Épée individuelle | NC               | Max Heinzer (SUI) 2-15 | -                | -                | -                | -                | -      |

Femmes
| Athlète                | Compétition       | 1/32 de finale               | 1/16 de finale   | 1/8 de finale    | Quarts de finale | Demi-finales     | Finale           | Finale |
| Athlète                | Compétition       | Adversaire Score             | Adversaire Score | Adversaire Score | Adversaire Score | Adversaire Score | Adversaire Score | Rang   |
| ---------------------- | ----------------- | ---------------------------- | ---------------- | ---------------- | ---------------- | ---------------- | ---------------- | ------ |
| Caterin Bravo Aranguiz | Épée individuelle | Corinna Lawrence (GBR) 12-15 | -                | -                | -                | -                | -                | -      |

## Gymnastique

### Artistique
Hommes
| Athlète        | Compétition | Qualifications | Qualifications | Qualifications | Qualifications | Qualifications | Qualifications | Qualifications | Qualifications | Finale    | Finale   | Finale   | Finale    | Finale   | Finale   | Finale | Finale |
| Athlète        | Compétition | Appareil       | Appareil       | Appareil       | Appareil       | Appareil       | Appareil       | Total          | Rang           | Appareil  | Appareil | Appareil | Appareil  | Appareil | Appareil | Total  | Rang   |
| Athlète        | Compétition | S              | CA             | A              | SC             | BP             | BF             | Total          | Rang           | S         | CA       | A        | SC        | BP       | BF       | Total  | Rang   |
| -------------- | ----------- | -------------- | -------------- | -------------- | -------------- | -------------- | -------------- | -------------- | -------------- | --------- | -------- | -------- | --------- | -------- | -------- | ------ | ------ |
| Tomás González | Individuel  | 15,533 6e Q    | NC             | NC             | 16,149 3e Q    | NC             | NC             | 31,966         | -              | 15,366 4e | NC       | NC       | 16,183 4e | NC       | NC       | -      | -      |

Femmes
| Athlète       | Compétition | Qualifications | Qualifications | Qualifications | Qualifications | Qualifications | Qualifications | Finale   | Finale   | Finale   | Finale   | Finale | Finale |
| Athlète       | Compétition | Appareil       | Appareil       | Appareil       | Appareil       | Total          | Rang           | Appareil | Appareil | Appareil | Appareil | Total  | Rang   |
| Athlète       | Compétition | S              | SC             | BA             | P              | Total          | Rang           | S        | SC       | BA       | P        | Total  | Rang   |
| ------------- | ----------- | -------------- | -------------- | -------------- | -------------- | -------------- | -------------- | -------- | -------- | -------- | -------- | ------ | ------ |
| Simona Castro | Individuel  | 12,600 66e     | 13,666 56e     | 12,266 68e     | 12,400 57e     | 50,932         | 43e            | -        | -        | -        | -        | -      | -      |

## Haltérophilie
| Athlète                     | Compétition | Arraché  | Arraché | Épaulé-jeté | Épaulé-jeté | Total  | Rang |
| Athlète                     | Compétition | Résultat | Rang    | Résultat    | Rang        | Total  | Rang |
| --------------------------- | ----------- | -------- | ------- | ----------- | ----------- | ------ | ---- |
| Jorge García (haltérophile) | -105 kg     | 150 kg   | 15e     | 191 kg      | 13e         | 341 kg | 13e  |

| Athlète            | Compétition | Arraché  | Arraché | Épaulé-jeté | Épaulé-jeté | Total  | Rang |
| Athlète            | Compétition | Résultat | Rang    | Résultat    | Rang        | Total  | Rang |
| ------------------ | ----------- | -------- | ------- | ----------- | ----------- | ------ | ---- |
| Maria Valdes Paris | -75 kg      | 96 kg    | 10e     | 127 kg      | 9e          | 223 kg | 9e   |

## Judo
| Athlète          | Compétition           | 1/32 de finale      | 1/16 de finale                        | 1/8 de finale       | Quarts de finale    | Demi-finales        | Repêchage 1         | Repêchage 2         | Finale              | Finale |
| Athlète          | Compétition           | Adversaire Résultat | Adversaire Résultat                   | Adversaire Résultat | Adversaire Résultat | Adversaire Résultat | Adversaire Résultat | Adversaire Résultat | Adversaire Résultat | Rang   |
| ---------------- | --------------------- | ------------------- | ------------------------------------- | ------------------- | ------------------- | ------------------- | ------------------- | ------------------- | ------------------- | ------ |
| Alejandro Zuñiga | Moins de 66 kg hommes | exempt              | Lasha Shavdatuashvili (GEO) 0002/1010 | -                   | -                   | -                   | -                   | -                   | -                   | -      |

## Lutte
| Athlète                        | Compétition     | Qualification       | Huitièmes de finale                   | Quarts de finale    | Demi-finales        | Repêchage 1         | Repêchage 2         | Finale              | Finale |   |
| Athlète                        | Compétition     | Adversaire Résultat | Adversaire Résultat                   | Adversaire Résultat | Adversaire Résultat | Adversaire Résultat | Adversaire Résultat | Adversaire Résultat | Rang   |   |
| ------------------------------ | --------------- | ------------------- | ------------------------------------- | ------------------- | ------------------- | ------------------- | ------------------- | ------------------- | ------ | - |
| Lutte gréco-romaine            |                 |                     |                                       |                     |                     |                     |                     |                     |        |   |
| Andres Antonio Ayub Valenzuela | Moins de 120 kg | exempt              | Battu par Guram Pherselidze (GEO) 0-3 | –                   | –                   | –                   | –                   | –                   | –      | – |

## Natation
| Athlète         | Épreuve          | Séries        | Séries | Demi-finales | Demi-finales | Finale | Finale |
| Athlète         | Épreuve          | Temps         | Rang   | Temps        | Rang         | Temps  | Rang   |
| --------------- | ---------------- | ------------- | ------ | ------------ | ------------ | ------ | ------ |
| Kristel Kobrich | 400 m nage libre | 4 min 12 s 02 | 24e    | NC           | NC           | -      | -      |
| Kristel Kobrich | 800 m nage libre | 8 min 29 s 55 | 14e    | NC           | NC           | -      | -      |

## Pentathlon moderne
| Athlète        | Compétition | Escrime (épée, une touche) | Escrime (épée, une touche) | Escrime (épée, une touche) | Natation (200 m nage libre) | Natation (200 m nage libre) | Natation (200 m nage libre) | Équitation (saut d'obstacles) | Équitation (saut d'obstacles) | Équitation (saut d'obstacles) | Combiné course/tir (3000 m / pistolet à 10 m) | Combiné course/tir (3000 m / pistolet à 10 m) | Combiné course/tir (3000 m / pistolet à 10 m) | Total | Rang |
| Athlète        | Compétition | Résultats                  | Rang                       | Points                     | Temps                       | Rang                        | Points                      | Pénalités                     | Rang                          | Points                        | Temps                                         | Rang                                          | Points                                        | Total | Rang |
| -------------- | ----------- | -------------------------- | -------------------------- | -------------------------- | --------------------------- | --------------------------- | --------------------------- | ----------------------------- | ----------------------------- | ----------------------------- | --------------------------------------------- | --------------------------------------------- | --------------------------------------------- | ----- | ---- |
| Esteban Bustos | Hommes      | 15 V 20 D                  | =25e                       | 760                        | 2 min 10 s 52               | 27e                         | 1236                        | 40                            | 10e                           | 1160                          | 10 min 37 s 72                                | 10e                                           | 2448                                          | 5604  | 18e  |

## Taekwondo
Femmes
| Athlète        | Compétition | Huitièmes de finale        | Quarts de finale    | Demi-finales        | Repêchage 1         | Repêchage 2         | Finale              | Finale |
| Athlète        | Compétition | Adversaire Résultat        | Adversaire Résultat | Adversaire Résultat | Adversaire Résultat | Adversaire Résultat | Adversaire Résultat | Rang   |
| -------------- | ----------- | -------------------------- | ------------------- | ------------------- | ------------------- | ------------------- | ------------------- | ------ |
| Yeny Contreras | -57 kg      | Marlène Harnois (FRA) 3-14 | –                   | –                   | –                   | –                   | –                   | –      |

## Tennis de table
Femmes
| Athlète         | Compétition | Tour préliminaire | 1er tour                                                | 2e tour          | 3e tour          | 4e tour          | Quarts de finale | Demi-finales     | Finale           | Finale |
| Athlète         | Compétition | Adversaire Score  | Adversaire Score                                        | Adversaire Score | Adversaire Score | Adversaire Score | Adversaire Score | Adversaire Score | Adversaire Score | Rang   |
| --------------- | ----------- | ----------------- | ------------------------------------------------------- | ---------------- | ---------------- | ---------------- | ---------------- | ---------------- | ---------------- | ------ |
| Berta Rodriguez | Simple      | exempte           | Battue par Yuan Tian (CRO) 0-4 (6-11, 6-11, 7-11, 7-11) | -                | -                | -                | -                | -                | -                | -      |

## Tir
Le Chili possède une place pour les épreuves de tir.
- Skeet femmes - 1 place pour Francisca Crovetto Chadid[5].

| Athlète                   | Compétition  | Qualification | Qualification | Finale | Finale |
| Athlète                   | Compétition  | Points        | Rang          | Points | Rang   |
| ------------------------- | ------------ | ------------- | ------------- | ------ | ------ |
| Francisca Crovetto Chadid | Skeet femmes | 66            | 8e            | NC     | NC     |

## Tir à l'arc
Le Chili a qualifié une archère pour l'épreuve individuelle féminine de tir à l'arc.
| Athlète            | Compétition       | Tour préliminaire | Tour préliminaire | 1er tour                                        | 2e tour          | 3e tour          | Quarts de finale | Demi-finales     | Finale           | Finale |
| Athlète            | Compétition       | Score             | Rang              | Adversaire Score                                | Adversaire Score | Adversaire Score | Adversaire Score | Adversaire Score | Adversaire Score | Rang   |
| ------------------ | ----------------- | ----------------- | ----------------- | ----------------------------------------------- | ---------------- | ---------------- | ---------------- | ---------------- | ---------------- | ------ |
| Denisse van Lamoen | Individuel femmes | 645               | 31                | Kristine Esebua (GEO) 0-6 (22-28, 26-28, 25-26) | -                | -                | -                | -                | -                | -      |

## Triathlon
| Athlètes              | Compétition | Natation (1,5 km) | Transition 1 | Vélo (40 km)    | Transition 2 | Course (10 km) | Temps           | Résultat |
| --------------------- | ----------- | ----------------- | ------------ | --------------- | ------------ | -------------- | --------------- | -------- |
| Hommes                |             |                   |              |                 |              |                |                 |          |
| Felipe van de Wyngard | Hommes      | 18 min 53 s       | 41 s         | 58 min 52 s     | 33 s         | 34 min 03 s    | 1 h 53 min 02 s | 50e      |
| Femmes                |             |                   |              |                 |              |                |                 |          |
| Barbara Riveros Diaz  | Femmes      | 19 min 44 s       | 38 s         | 1 h 07 min 03 s | 35 s         | 34 min 15 s    | 2 h 02 min 15 s | 16e      |

## Voile
| Athlète(s)                                | Compétition | Régate 1 | Régate 2 | Régate 3 | Régate 4 | Régate 5 | Régate 6 | Régate 7 | Régate 8 | Régate 9 | Régate 10 | Total net | Total net | Medal Race | Total | Rang |
| Athlète(s)                                | Compétition | Score    | Score    | Score    | Score    | Score    | Score    | Score    | Score    | Score    | Score     | Score     | Rang      | Score      | Total | Rang |
| ----------------------------------------- | ----------- | -------- | -------- | -------- | -------- | -------- | -------- | -------- | -------- | -------- | --------- | --------- | --------- | ---------- | ----- | ---- |
| Matias del Solar                          | Laser       | 16       | 32       | 25       | 43       | 20       | 17       | 50       | 29       | 44       | 29        | 255       | 32e       | -          | -     | -    |
| Diego Gonzalez Parro Benjamin Grez Ahrens | 470         | 25       | 21       | 23       | 23       | 25       | 18       | 18       | 23       | 20       | 25        | 196       | 27e       | -          | -     | -    |